# 春日山田皇女
春日山田 皇女（かすがのやまだ の ひめみこ、生年不詳 - 宣化天皇4年12月5日（539年12月30日）以降）は、安閑天皇の皇后。『古事記』には春日山田郎女（かすがのやまだのいらつめ）とある。父は仁賢天皇、母は和珥糠君娘（和珥臣日爪の女）。子女は無し。

## 概要

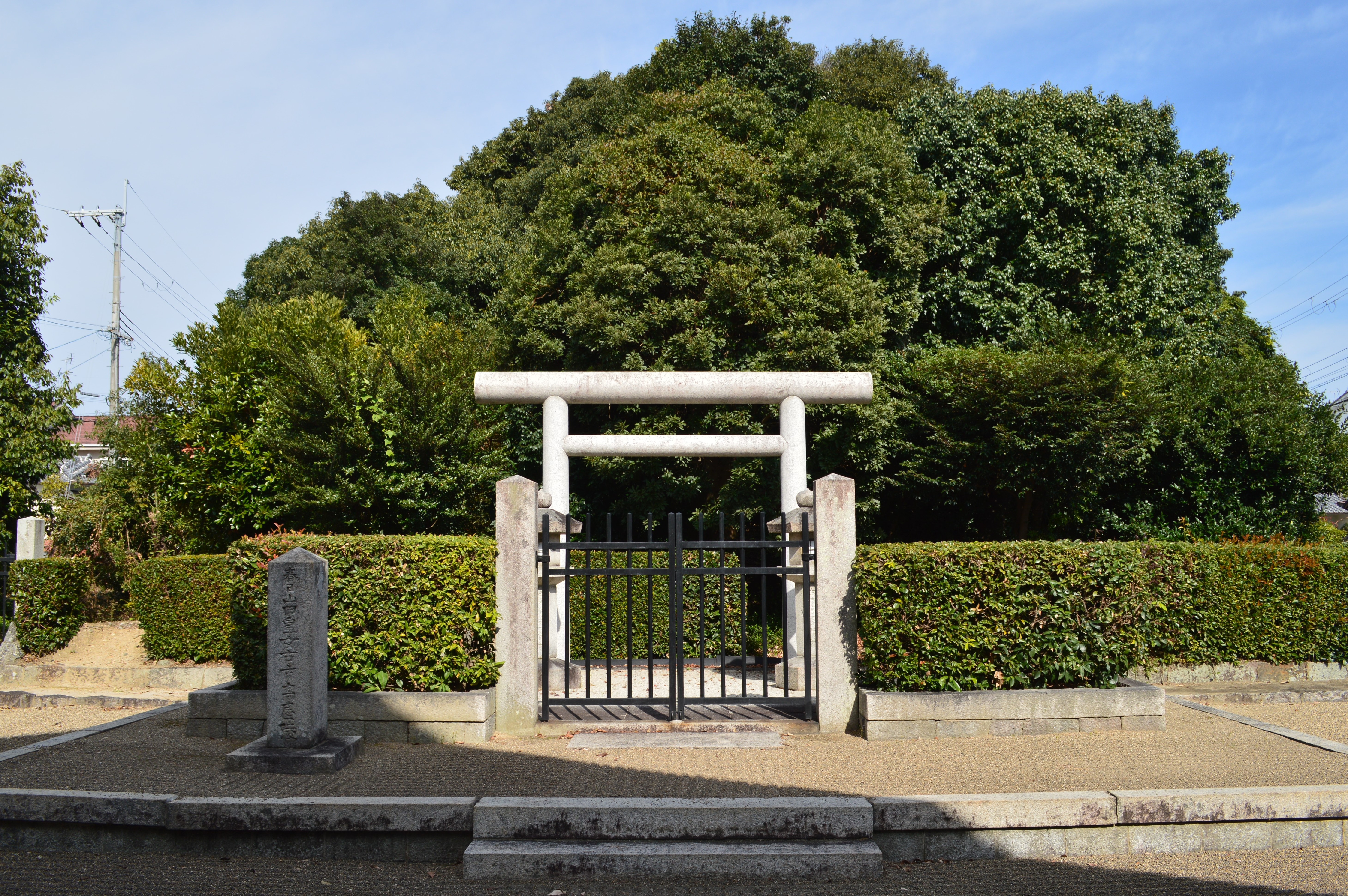
春日山田皇女 古市高屋陵
（大阪府羽曳野市）

継体天皇7年（513年）9月、勾大兄皇子（後の安閑天皇）の妃となった。安閑天皇元年3月6日（534年4月4日）に、安閑天皇の皇后に立后された。翌4月、伊甚国造稚子が後宮に乱入するというハプニングがあり、その贖罪のため伊甚屯倉が献上された。
宣化天皇崩御後に即位前の欽明天皇に登極を勧められたが辞退したとあり、これは、初の女性天皇である推古天皇即位前の出来事である。宣化天皇5年12月5日（539年12月30日）、欽明天皇即位と同時に皇太后に立てられた。
没年は不明であるが、没後安閑天皇の妹の神前皇女とともに、安閑天皇の御陵の旧市高屋丘陵（現在は高屋築山古墳に治定）に合葬されたという。しかし後年の『延喜式』諸陵寮では安閑天皇陵（古市高屋丘陵）とは別に古市高屋墓を挙げる（現在は高屋八幡山古墳に治定）。

## 系譜
- 父：仁賢天皇
- 母：和珥糠君娘
- 異母兄弟：高橋大娘皇女・朝嬬皇女・手白香皇女・樟氷皇女・橘仲皇女・武烈天皇・真稚皇女
- 夫：安閑天皇